# Waltheof de Bernicie
Pour les articles homonymes, voir Waltheof.
Waltheof (fl. 994) est un ealdorman de Bamburgh de la fin du Xe siècle.

## Biographie
Waltheof est vraisemblablement le fils ou le petit-fils d'Osulf, qui gouverne la région de Bamburgh vers le milieu du Xe siècle. Il est attesté en tant que dux sur une charte du roi Æthelred le Malavisé datant de 994. Un autre ealdorman nommé Northman apparaît sur la même charte, mais on ne sait rien à son sujet.
D'après le De obsessione Dunelmi, Waltheof est très âgé lorsque le roi écossais Malcolm II envahit la Northumbrie en 1006 et reste cloîtré dans sa forteresse de Bamburgh. C'est à son fils Uchtred le Hardi qu'il revient d'assurer la défense de la région. Après qu'il a chassé les Écossais, Æthelred le Malavisé le récompense en lui offrant le comté d'York. Bien que Waltheof soit apparemment encore en vie, Uchtred est alors seul comte de toute la Northumbrie.